# Драган Вујадиновић
Драган Вујадиновић (16. децембар 1953 — 23. децембар 2021) је био српски политичар, економиста и новинар. Био је посланик Народне скупштине Републике Србије од 2007. до 2009. године, а од 2009. до 2012. године био је градоначелник Косјерића. Првобитно је био члан Демократске странке (ДС), а касније је био члан отцепљене Социјалдемократске странке (СДС).

## Рани живот и каријера
Вујадиновић је рођен у Росићима, Косјерић, у тадашњој Социјалистичкој Републици Србији у саставу Федеративне Народне Републике Југославије. Магистрирао је на Економском факултету Универзитета у Београду. Радио је у Ваљаоници бакра Севојно од 1977. до 1990. године, а обављао је руководеће послове у сектору бакра од 1997. до 1999. године, а затим поново од 2004. до 2007. године. Такође је био директор економско-правног одељења РТВ Студио Б током 1990-их. Поднео је оставку на ову последњу позицију у октобру 1997. године као део великог протеста против смене руководства телевизијске станице од стране градске власти Београда, што се догодило након распада политичке коалиције Заједно у граду и смене Зорана Ђинђића са места градоначелника.
Вујадиновић је често писао за Данас, Блиц и друге медије, пишући о економским питањима. Од 2018. године, његови есеји су сакупљени у пет објављених књига.

## Политичка каријера
Вујадиновић је освојио четрдесет прво место на изборној листи ДС-а на парламентарним изборима 2007. Листа је освојила шездесет четири места, а Вујадиновић је био укључен у делегацију своје странке. (Од 2000. до 2011. године, посланички мандати су додељивани странкама или коалицијама спонзорима, а не појединачним кандидатима, а уобичајена пракса је била да странке расподељују своје мандате ван нумеричког редоследа. Вујадиновићева позиција на листи – која је у сваком случају била углавном абецедна, слово „V“ се појављивало близу почетка српске абецеде – није имала утицаја на то да ли ће добити мандат.) ДС је формирао нестабилну коалициону владу са ривалском Демократском странком Србије (ДСС) и Г17 плус након избора, а Вујадиновић је био присталица министра. У септембру 2007. године, написао је чланак за Данас о разарајућем утицају телевизије на скупштинске дебате.
Савез ДС-ДСС се распао почетком 2008. године, и расписани су нови избори. Вујадиновић је освојио двадесет шесто место на листи ДС-а „За европску Србију“ и добио је мандат за други мандат када је листа освојила 102 места. Укупни резултати избора су у почетку били неубедљиви; након продужених преговора, странка За европску Србију формирала је нову коалициону владу са Социјалистичком партијом Србије, а Вујадиновић је поново био присталица владе.
Вујадиновић је поднео оставку на посланички мандат 3. децембра 2009. године, након што је раније те године изабран за градоначелника Косјерића. Обављао је функцију градоначелника до 2012. године, када је нови распоред странака у скупштини општине довео до његове смене са функције. У марту 2011. године потписао је уговор са београдском компанијом Тек Енерџи за развој хидроелектрана у општини.
Изборни систем у Српској је реформисан 2011. године, тако да су посланички мандати додељивани по нумеричком редоследу кандидатима на успешним листама. Вујадиновић је освојио 131. место на листи ДС-а „Избор за бољи живот“ на парламентарним изборима 2012. и, пошто је листа освојила само шездесет седам мандата, није враћена у парламент.
ДС је доживео озбиљан раскол почетком 2014. године, када је бивши лидер Борис Тадић основао нову отцепничку групу која се првобитно звала Нова демократска странка. Ова странка је учествовала на парламентарним изборима 2014. заједно са странком Зелени Србије и у савезу са другим странкама. Вујадиновић је у расколу стао на страну Тадића и добио тридесет осмо место на коалиционој листи; пропустио је поновни избор када је листа освојила осамнаест места. Нова демократска странка се касније те године реконституисала као Социјалдемократска странка.
СДС је учествовао на парламентарним изборима 2016. у савезу са Либерално-демократском партијом и Лигом социјалдемократа Војводине. Вујадиновић је поново освојио тридесет осмо место на њиховој комбинованој листи и није изабран када је листа освојила тринаест мандата.

## Смрт
Преминуо је у Крагујевцу 23. децембра 2021. године, у шездесет осмој години, након краће болести.